# Социальный бюджет
Социальный бюджет — бюджет, направленный на нужды социального обеспечения и социального страхования.

## Определение
Согласно БРЭ социальный бюджет — это фонд денежных средств, предназначенный для нужд социального обеспечения и социального страхования.
Для ряда стран (например, США) социальный бюджет — это часть государственных расходов федерального (регионального, местного) бюджета; для других стран (например, Франции, ФРГ, Австрии, Российской Федерации) — это государственный социальный внебюджетный фонд или их совокупность; для Франции — это совокупность фондов: пенсионного; страхования по болезни, инвалидности, материнству; помощи безработным; помощи семьям; для России - это совокупность ПФ РФ, ФСС, ОМС фондов.  
Социальным бюджетом также называют финансовые средства, выделяемые частными корпорациями на реализацию собственных социальных программ.

## Структура социального бюджета
Доходная часть социального бюджета обычно представляет собой обязательные платежи работодателей (предпринимателей) (социальный налог, отчисления на пенсионное и медицинское страхование, на пособия по безработице); денежные взыскания (штрафы) за неуплату обязательных платежей на социальное страхование; дотации из государственного бюджета; доходы от управления средствами фондов.
Расходная часть социального бюджета обычно состоит из страховых выплат (выплаты на пенсионное обеспечение, пособия в случае безработицы, потери кормильца, трудоспособности, беременности, на уход за детьми) и нестраховых выплат (на воспитание детей, снижение социального неравенства, профессиональную подготовку и повышение квалификации).